# Montmagny (Vully-les-Lacs)
Montmagny (toponimo francese) è una frazione di 178 abitanti del comune svizzero di Vully-les-Lacs, nel Canton Vaud (distretto della Broye-Vully).

## Storia

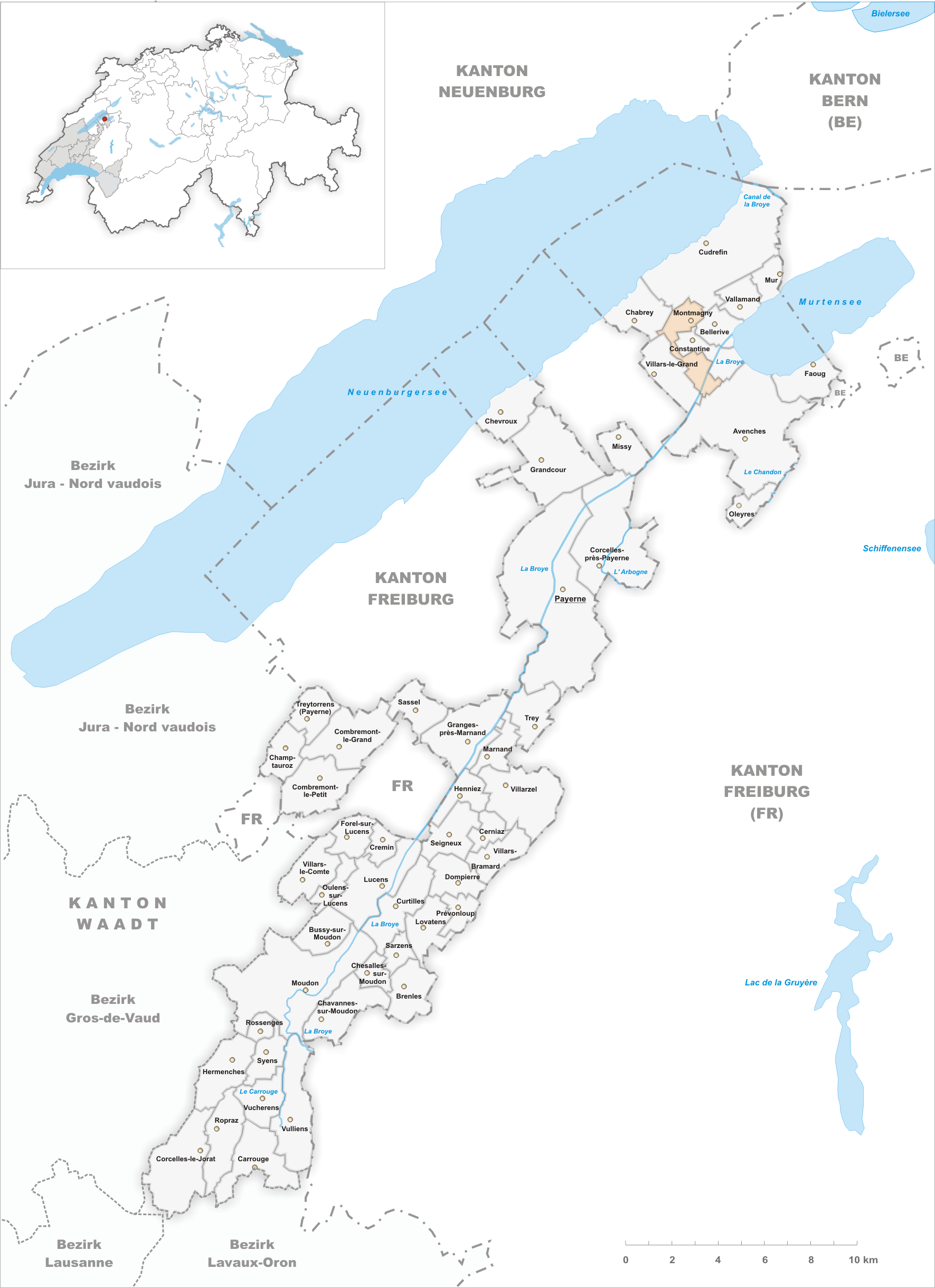
Il territorio del comune di Montmagny prima degli accorpamenti comunali del 2011

Già comune autonomo istituito nel 1811 per scorporo da quello di Constantine e che si estendeva per 3,77 km², nel 2011 è stato accorpato agli altri comuni soppressi di Bellerive, Chabrey, Constantine, Mur, Vallamand e Villars-le-Grand per formare il nuovo comune di Vully-les-Lacs.

### Simboli
Lo stemma comunale era stato adottato nel 1928.

## Società

### Evoluzione demografica
L'evoluzione demografica è riportata nella seguente tabella:
Abitanti censiti

## Amministrazione
Ogni famiglia originaria del luogo fa parte del cosiddetto comune patriziale e ha la responsabilità della manutenzione di ogni bene ricadente all'interno dei confini della frazione.